# Rumilly-en-Cambrésis
Rumilly-en-Cambrésis és un municipi francès, situat a la regió dels Alts de França, al departament del Nord. L'any 2006 tenia 1.528 habitants.

## Demografia
| 1962                                       | 1968  | 1975  | 1982  | 1990  | 1999  | 2006  |
| ------------------------------------------ | ----- | ----- | ----- | ----- | ----- | ----- |
| 1.399                                      | 1.409 | 1.413 | 1.388 | 1.590 | 1.509 | 1.528 |
| Des de 1962: població sense dobles comptes |       |       |       |       |       |       |

## Administració
| Període   | Identitat      | Partit |
| --------- | -------------- | ------ |
| 2001-2008 | Gérard Domont  |        |
| 2008-     | Michel Lienard |        |